# Iiro Rantala
Iiro Emil Rantala (* 1970 Helsinky) je finský jazzový klavírista a hudební skladatel.
Od sedmi let zpíval v chlapeckém sboru helsinské katedrály. Vystudoval Sibeliovu akademii, pak pobýval v USA na Manhattan School of Music.
V roce 1988 vytvořil s Eerikem Siikasaarim a Rami Eskelinenem experimentální a recesistickou formaci Trio Töykeät, která vydala úspěšná alba G'day a Wake. Po jejím rozpadu založil trio, v němž ho doprovázeli kytarista Marzi Nyman a beatboxer Felix Zenger. Spolupracoval rovněž se zpěvákem Heikkim Salem, saxofonistou Jukkou Perkem, tanečníkem Tommim Kittim a sborem Rajaton. Byl průvodcem hudebního pořadu Iiro irti na televizní stanici Yle Teema.
Je autorem opery Pikaparantola a za hudbu k filmu Risto Räppääjä získal cenu Jussi. Věnuje se i skládání vážné hudby, např. Concerto for Piano a Concerto in G♯ΔA♭. Ke svým hudebním vzorům od Johanna Sebastiana Bacha po George Gershwina se přihlásil na albu My History of Jazz, vydaném v roce 2012. Spolu s Deutsche Kammerphilharmonie Bremen nahrál album Mozart, Bernstein, Lennon. Podílel se na desce Lost Hero – Tears for Esbjörn, věnované odkazu předčasně zemřelého švédského jazzmana Esbjörna Svenssona.